# William Parker (musicien)
Pour les articles homonymes, voir William Parker et Parker.
William Parker est un contrebassiste de free jazz américain, né le 10 janvier 1952 à New York.

## Biographie
William Parker est un autodidacte, il étudie toutefois avec Jimmy Garrison, Richard Davis, et Wilbur Ware de 1970 à 1973. La mort de son frère Thomas en 1978, due à l'usage de drogues, l'a profondément marqué.
Il se fait connaitre à partir des années 1980, en participant au groupe du pianiste Cecil Taylor et du saxophoniste Peter Brötzmann.Il tourne avec le quartette de David S. Ware et avec le saxophoniste Roscoe Mitchell. En 1993, il fait partie du quartet Die Like a Dog aux côtés de Peter Brötzmann, Hamid Drake et Toshinori Kondo : ce trio dédiera un album enregistré en 2001 au bassiste Peter Kowald, que Parker avait rencontré à New York au début des années 1980.
Depuis 2002, Parker anime un partenariat entre le Vision Festival, qu'il organise à New York, et le festival Sons d'hiver, dans le sud de Paris,.